# Étienne Geoffroy Saint-Hilaire
Étienne Geoffroy Saint-Hilaire, född den 15 april 1772 i Étampes, död den 19 juni 1844 i Paris, var en fransk zoolog. Han var far till Isidore Geoffroy Saint-Hilaire.
Han blev 1793 professor för ryggradsdjurens avdelning vid Jardin des plantes i Paris, vars zoologiska samlingar genom hans arbete inom kort blev bland de rikaste i världen. År 1798 följde Geoffroy med Napoleon I till Egypten och studerade till 1802 detta lands naturalhistoria, över vilken han utgav en serie avhandlingar, som för honom öppnade portarna till Académie des sciences 1807. År 1808 utnämndes han till professor vid Faculté des sciences. Under slutet av sitt liv blev Geoffroy blind, vilket dock inte hindrade honom att utveckla en storartad vetenskaplig verksamhet. Genom alla av Geoffroys skrifter går tanken om enheten i djurrikets organiska plan.
Geoffroy var anhängare till Lamarckismen och utgav 1822 Philosophie anatomique där han utvecklade Jean-Baptiste de Lamarcks tankar. Han påvisade som belägg för sina teser bland annat att en däggdjurstass, en människohand och en fladdermusvinge innehöll samma skellettdelar. Han använde växande embryon för att försöka visa på hur bland annat däggdjur kunde ha utvecklats ur fiskar. 1824 observerade han att en av Georges Cuvier beskriven fossil krokodilart uppvisade däggdjursliknande drag, särskilt näsgången. Geoffroy gav sin nyupptäckta art namnet Teleosaurus. Genom sin lamarckism kom han att råka i åtskilliga litterära fejder med Georges Cuvier.

## Eftermäle
Asteroiden 12896 Geoffroy är uppkallad efter honom.